# LW1
LW1  es una clasificación de esquí alpino de pie para personas con severa discapacidad en las extremidades inferiores. Incluye tanto a los esquiadores con amputaciones como a aquellos con parálisis cerebral. La clasificación internacional la realiza el Comité Paralímpico Internacional, y la clasificación nacional la realizan las federaciones deportivas nacionales. Los esquiadores clasificados LW1 utilizan tecnologías de apoyo y dos esquís o un esquí con una prótesis. Durante los entrenamientos se utilizan otros equipos tales como los esquís cortos.
Como esta clasificación incluye a esquiadores con parálisis cerebral y a esquiadores con amputaciones, existen diferentes técnicas de esquí específicas a estos tipos de discapacidades. Para los esquiadores con amputaciones es importante aprender a caer, mientras que para aquellos con parálisis cerebral es fundamental mantener el equilibrio.
Para que los deportistas LW1 puedan competir lealmente contra los esquiadores de otras clasificaciones de pie, utilizan un factor de corrección. En competiciones como los Campeonatos del Mundo Alpino para personas con discapacidad de 1990, esta clase tuvo sus propios eventos de medallas. En competiciones posteriores como los Juegos Paralímpicos de Salt Lake City 2002, se agrupó con otras clases en un único evento con medallas. 

## Definición
LW1 es una clasificación de pie, utilizada en el esquí alpino paralímpico pero no en el esquí nórdico paralímpico. LW hace referencia a Locomotor Winter, y dicha clasificación es para personas con severa discapacidad en ambas extremidades inferiores. Pueden tener parálisis cerebral y tener la clasificación de CP5 o CP6, o tener espina bífida. El Comité Paralímpico Internacional define explícitamente a esta clase como "Deportistas con severa discapacidad en ambas extremidades inferiores... El perfil típico de discapacidad de esta clase es la doble amputación por encima de la rodilla." En 2002, el Comité Paralímpico Australiano definió esta clasificación como una clasificación de esquí de pie con "dos esquís, dos bastones, discapacidad en ambas piernas por encima de la rodilla".
Para las competiciones internacionales, la clasificación la realiza el Comité Paralímpico Internacional. Las federaciones nacionales son las que llevan las clasificaciones para las competiciones domésticas. Durante la evaluación para entrar en esta clasificación, se tiene en cuenta un número de cosas que incluyen la revisión completa de la historia médica de los esquiadores y la información médica de sus discapacidades, una evaluación física, y una evaluación en persona del esquiador entrenando o compitiendo.